# لوكاس غاسيور
لوكاس غاسيور (بالبولندية: Łukasz Gąsior)‏ (مواليد 14 يناير 1986) هو سبّاح بولندي، مثّل بلاده في الألعاب الأولمبية الصيفية 2008.

## روابط خارجية
لوكاس غاسيور على موقع الاتحاد الدولي للسباحة (الإنجليزية)
- لوكاس غاسيور على موقع أوليمبيديا (الإنجليزية)